# ラオスサッカー連盟
ラーオサッカー連盟 (ラーオサッカーれんめい、英語: Lao Football Federation、ラーオ語: ປະເທດລາວສະຫະພັນບານເຕະ、通称: ラオスサッカー連盟、略称: LFF) はラオスのサッカーを統括するサッカー連盟である。ラオスサッカー連盟はサッカーラオス代表やサッカーラオス女子代表をはじめとするラオスのサッカーナショナルチームを組織している他、ラオス・リーグなどの国内サッカー大会を主催している。

## 概要
ラオスサッカー連盟は1951年に設立された。国際サッカー連盟 (FIFA) には翌年の1952年に加盟、アジアサッカー連盟 (AFC) には1980年に加盟を果たした。
2012年より日本サッカー協会はラオスサッカー連盟からの要請を受け、アジア貢献事業の一環として男子代表に木村浩吉が監督として就任した。また、女子代表には本間圭が就任している。

## スポンサー
2013年シーズンのスポンサーは以下のとおり。
- ビア・ラオ
- ホアン・アイン・ザライ・グループ（英語版）[5]
- FBT
- LAOトヨタ
- メルセデス・ベンツ
- ラオス航空
- Mercure
- PHU BIA MINING
- GRAND SPORT
- AEON